# 侯艳梅
侯艳梅（1977年6月—），山东济宁人，汉族，无党派人士。中华人民共和国政治人物、第十三届全国人民代表大会福建省代表。

## 生平
2018年，侯艳梅被选为福建省出席第十三届全国人民代表大会代表。